# Ikona Nejsvětější Trojice
Ikona Svaté Trojice (také jen „Trojice“) je jedna z nejproslulejších ikon na světě. Namaloval ji v 1. čtvrtině 15. století Andrej Rublev, nejvýznamnější malíř ikon ruského středověku.

## Vznik
V polovině 20. let 15. století pozval igumen Trojicko-sergijevské lávry Nikon Andreje Rubljova do Sergijeva Posadu, aby se podílel na malířské výzdobě jeho nového kamenného chrámu sv. Trojice. Práce spočívala nejenom v malbě fresek, ale také ve vytváření velkého množství ikon pro vysoký ikonostas chrámu. Nejpravděpodobnější dobou vzniku ikony je rok 1411, kdy byl nad hrobem Sergije Radoněžského vybudován dřevěný chrám. Stejně jako kamenná stavba, která jej později nahradila, byl zasvěcen sv. Trojici.
Ikonu Trojici vytvořil Rubljov na vrcholu tvůrčích sil. Byla namalována k poctě sv. Sergije Radoněžského na objednávku jeho žáka a nástupce igumena Nikona ve velmi politicky a společensky nestabilní době (osvobozování Ruska z moci Tatarů, vyplenění Vladimíru, hlavního města Staré Rusi), kdy byla země zmítána strachem a nenávistí. Poselství ikony nachází východisko z této situace. Andrej Rubljov vložil do ikony myšlenku pokoje a harmonického souladu tří duší.
Podle záznamů Trojicko-sergijevské lávry byla ikona v roce 1575 na přání Ivana Hrozného obložena zlatem. V roce 1600 věnoval ikoně nový, ještě drahocennější obklad car Boris Godunov.

## Obsah
Základem ikonografie je biblický příběh, který vypráví, jak se u starého Abraháma objevili tři krásní mládenci a jak je Abrahám spolu se svou ženou Sárou hostil ve stínu dubu v Mamre v domnění, že jde o ztělesněné tři osoby Trojice. Ačkoliv byzantští a východokřesťanští malíři zpracovávali tento námět obvykle s velkou důkladností, Rubljov se od takového výkladu vědomě distancuje. Vše, co je na ikoně druhořadé a nepodstatné, ponechává stranou: vypuštěni jsou Abrahám a Sára, chybí epizoda se zabíjením telete, odpadla jídla, pod nimiž se prohýbal stůl. Zůstaly pouze tři postavy andělů, stůl, eucharistická mísa, dub z Mamre, dům a skála. Figury andělů byly pojaty jako symbol trojjediného božství a jako předobraz eucharistie.

## Symbolika
Pozornost je v ikoně soustředěna na tři anděly, kteří v naprostém mlčení sedí na nevysokých stolicích kolem oltáře. V jeho středu je umístěna eucharistická místa s hlavou obětního telete, které je starozákonním předobrazem novozákonního Beránka (tzn. Krista). Ruka levého a prostředního anděla žehnají kalich. Tato dvě gesta jsou klíčem k rozluštění složité symboliky kompozice. Prostřední anděl představuje Krista. V zádumčivé soustředěnosti sklání hlavu k levé straně a žehná kalich. Vyjevuje tím odhodlání a připravenost vzít na sebe oběť vykoupení člověka z hříchu. K tomuto činu ho povzbuzuje Bůh Otec, představovaný levým andělem, z jehož tváře vyzařuje hluboký smutek. Duch svatý, zobrazený pravým andělem, je tu přítomen jako věčně mladý a inspirující princip. Tak se zde zobrazuje akt podle křesťanského učení největší oběti lásky: Otec obětuje svého Syna jako výkupnou oběť za svět. Rubljov však zachycuje také akt nejvyšší poslušnosti Syna, projevujícího ochotu trpět a obětovat sebe sama za svět. Andělé drží v ruce tenké berly – znamení moci. Skloněná berla pravého anděla ukazuje na úpatí hory, vzpřímenější hůl prostředního anděla směřuje ke stromu a vertikálně stojící berla levého anděla navazuje na přímky architektury. Berla každého anděla tak ukazuje na jeho znamení.
V pozadí za anděly se objevují symboly, které přispívají k identifikaci jednotlivých osob. Za prostředním andělem se nachází strom, který symbolizuje nejenom dub z Mamre (pod nímž byli andělé přijati praotcem Abrahámem), ale také „strom pokušení“ v ráji a dřevo kříže, na kterém nás Kristus svou smrtí vykoupil z hříchů. Nad levým andělem se tyčí budova, která může být považována nejen za Abrahámův příbytek, ale i symbol Krista-Hospodáře (Domostrojitěl) a symbolem mlčení, tj. dokonalé poslušnosti vůči vůli Otcově. Za třetí osobou je zobrazena skála nebo hora, což je starodávný symbol všeho vznešeného. V Bibli se hora obvykle vykládá jako obraz „nadšení Ducha“. Proto v ní také všechny obzvlášť významné události probíhají na hoře. Například, když Mojžíš přijal desky s přikázáními na hoře Sinaj, Proměnění Páně na hoře Tábor atd.
Nejpozoruhodnější je na Rubljovově ikoně patrně její kolorit. Barevná kompozice ikony je určována trojnásobným zazněním blankytné modři. Tato barva, která byla nejdrahocennější a vysoce ceněná středověkými malíři, se opakuje na himatiu (horní plášť) prostředního anděla, na chitónech (spodní oděv) obou krajních andělů a pod ohbím křídel všech tří andělů a vyjadřuje společné božství andělů. Umělec přitom dává této modři různě silný odstín. Figura středního anděla je zvýrazněna nejen intenzitou modři, ale také tónem tmavě višňového chitónu, se kterým malíři ikon zobrazují Krista Pána během jeho pozemského života. Oblečení postranních andělů je vymalováno lehčími barvami. Levý anděl má himation stříbřitě hnědý a jakoby průhledný a pravý anděl má stříbřitě zelený horní plášť. Stolice a andělská křídla jsou intenzivně zlatožluté. Tlumily původně přechod od výrazných barev oděvů ke zlatému pozadí, které je dnes téměř úplně ztraceno. Zlatavý nádech mají i tváře andělů.